# Back from the Dead
Back from the Dead peti je studijski album američkog death metal-sastava Obituary objavljen 22. ožujka 1997. godine. Posljednji je album skupine objavljen prije njezina raspada 1997. i ponovnog okupljanja 2003.

## Popis pjesama
Tekstovi i glazba: Obituary (pjesme 1. - 11.), Diablo D i Skinner T (pjesma 11.). 
| 1.    | »Threatening Skies«  | 2:19 |
| 2.    | »By the Light«       | 2:55 |
| 3.    | »Inverted«           | 2:54 |
| 4.    | »Platonic Disease«   | 4:06 |
| 5.    | »Download«           | 2:45 |
| 6.    | »Rewind«             | 4:03 |
| 7.    | »Feed on the Weak«   | 4:15 |
| 8.    | »Lockdown«           | 4:12 |
| 9.    | »Pressure Point«     | 2:26 |
| 10.   | »Back from the Dead« | 5:13 |
| 11.   | »Bullituary« (Remix) | 3:43 |
| 38:51 |                      |      |

## Zasluge
Obituary
- John Tardy - vokali, tekstovi, glazba
- Allen West - solo-gitara, tekstovi, glazba
- Trevor Peres - ritam gitara, tekstovi, glazba, dizajn, grafički dizajn, ilustracije
- Frank Watkins - bas-gitara, tekstovi, glazba
- Donald Tardy - bubnjevi, tekstovi, glazba

Ostalo osoblje
- Skinner T - vokali (pjesma 11.)
- Diablo D - vokali (pjesma 11.)
- Jamie Locke - produkcija, inženjer zvuka, mix
- Rob Mayworth - logo sastava
- Bernie Wrightson - omot
- Mark Leialoha - slike
- Chris Gehringer - mastering
- Christopher Spahr - inženjer zvuka (asistent)